# Cratere Vätö
Vätö  è un cratere sulla superficie di Marte.